# Stenbrohults distrikt
Stenbrohults distrikt er et svensk folkeregisterdistrikt i Älmhults kommune og Kronobergs län.
Distriktet ligger nordøst for Älmhult, og det blev opretter den 1. januar 2016.
Distriktet ligger tæt på grænsen mellem Småland og Skåne.
Naturforskeren og lægen Carl von Linné blev født på gården Råshult. Faderen Nicolaus (Nils) Ingemarsson Linnæus (1674-1748) var kapelan og blev senere sognepræst i Stenbrohults Sogn.
Vest for distriktet ligger søen Möckeln, og Helgeå løber gennem distriktet.
56°37′01″N 14°10′55″Ø / 56.61694°N 14.18194°Ø